# Tlamanca, Puebla
Tlamanca är en ort i Mexiko.   Den ligger i kommunen Quimixtlán och delstaten Puebla, i den sydöstra delen av landet, 210 km öster om huvudstaden Mexico City. Tlamanca ligger 1 643 meter över havet och antalet invånare är 551.
Terrängen runt Tlamanca är varierad. Runt Tlamanca är det tätbefolkat, med 266 invånare per kvadratkilometer. Närmaste större samhälle är Ixhuacán de los Reyes, 6,8 km norr om Tlamanca. I omgivningarna runt Tlamanca växer i huvudsak blandskog.